# Championnat des Amériques féminin de basket-ball 2005
Navigation
Édition précédente Édition suivante
Le Championnat des Amériques de basket-ball féminin 2005 se déroule du 14 septembre au 18 septembre 2005 à Hato Mayor del Rey (République dominicaine).

## Compétition

### Tour unique
| Groupe B |                        |     |   |   |   |     |     |      |
|          | Équipe                 | Pts | J | G | P | PP  | PC  | Diff |
| 1        | Cuba                   | 10  | 5 | 5 | 0 | 421 | 323 | +98  |
| 2        | Brésil                 | 9   | 5 | 4 | 1 | 410 | 327 | +83  |
| 3        | Canada                 | 8   | 5 | 3 | 2 | 374 | 344 | +30  |
| 4        | Argentine              | 7   | 5 | 2 | 3 | 401 | 379 | +22  |
| 5        | Porto Rico             | 6   | 5 | 1 | 4 | 369 | 396 | -27  |
| 6        | République dominicaine | 5   | 5 | 0 | 5 | 259 | 465 | -206 |

## Classement final
Les trois premières nations sont qualifiées pour le Mondial 2006. Le Brésil est déjà qualifié en tant qu'hôte du tournoi.
| Place              | Équipe                 | Bilan |
| ------------------ | ---------------------- | ----- |
| Médaille d'or      | Cuba                   | 5-0   |
| Médaille d'argent  | Brésil                 | 4-1   |
| Médaille de bronze | Canada                 | 3-2   |
| 4                  | Argentine              | 2-3   |
| 5                  | Porto Rico             | 1-4   |
| 6                  | République dominicaine | 0-5   |